# Tordoia
Tordoia är en kommun i Spanien.  Den ligger i provinsen A Coruña i den autonoma regionen Galicien i nordvästra delen av landet, 500 km väster om huvudstaden Madrid. Antalet invånare är 3 181 (2024). Arean är 124,55 kvadratkilometer.